# Nieby
Nieby (en danois: Nyby) est une commune de l'arrondissement de Schleswig-Flensbourg, Land de Schleswig-Holstein.

## Géographie
La commune se situe sur la mer Baltique, dans la péninsule d'Angeln, à l’extrémité du fjord de Flensbourg.
Elle regroupe les villages de Nieby, Falshöft, Beveroe et Niebywesterfeld.
Au nord de son territoire, il y a une réserve naturelle.

## Histoire
Des mégalithes montrent la présence sur le territoire dès le Néolithique[De quoi ?].
Le village de Nieby est mentionné dès le XVe siècle. Son nom désigne un nouveau village après que celui de « Solby » a été détruit après une épidémie de peste. Le territoire appartient essentiellement au domaine de Dyttebøl, mais aussi de ceux de Rundhof et de Gelting.
Entre 1867 et 1871, la commune devient indépendante et récupère en 1928 une partie du territoire de Gelting.
Dans les années 1970, Nieby fait partie des sites désignés par une enquête indépendante du TÜV Nord pour recevoir un dépôt de déchets nucléaires. Finalement c'est Gorleben qui est choisi.
En 1996, une caserne de la marine allemande s'installe puis ferme. La tour de télécommunications est toujours en service.